# HD 191639
HD 191639，又名BD-09 5382，SAO 144144、HR 7709，是一颗恒星，视星等为6.49，位于銀經33.97，銀緯-21.71，其B1900.0坐标为赤經20h 5m 44.7s，赤緯-9° -21.71′ 18″。